# Embraer Legacy 600
Embraer EMB-135BJ Legacy 600 — самолёт бизнес-класса повышенной комфортности. Имеет на своем борту несколько спальных мест, что позволяет пассажирам удобно совершать длительные полёты. Оснащен спутниковым телефаксом. Качество предоставляемого сервиса соответствует всем мировым стандартам. Производится бразильской авиастроительной компанией Embraer («Эмбраэр»).

## Тактико-технические характеристики

### Технические характеристики
- Экипаж: 3 человека (2 пилота + 1 стюард)
- Пассажировместимость: 13 человек
- Длина: 26,33 м
- Размах крыла: 21,17 м
- Высота: 6,76 м
- Масса пустого: 16 000 кг
- Максимальная взлётная масса: 22 500 кг
- Двигатели: 2 × ТРДД Rolls-Royce AE 3007A1P
- Тяга: 2 × 33 кН

### Габариты кабины
- Длина салона: 12,95 м
- Ширина салона: 2,10 м
- Высота салона: 1,80 м
- Объём багажного отсека: 6,8 м³

### Лётные характеристики
- Максимальная скорость: 834 км/ч
- Максимальная дальность: 5 900 км
- Практический потолок: 12 496 м
- Тяговооружённость: 0,42

## Авиационные происшествия и инциденты
29 сентября 2006 года самолёт Embraer Legacy 600 компании ExcelAire (регистрационный номер N600XL) столкнулся с самолётом Boeing 737 авиакомпании Gol Transportes Aéreos Flight 1907, пролетая над северным штатом Мату-Гросу Бразилии. Боинг упал на землю, все 154 пассажира и члены экипажа погибли, а самолёт Эмбраэр, несмотря на серьёзные повреждения левого горизонтального стабилизатора и левого предкрылка, смог продолжить полет и совершить посадку на бразильском военном аэродроме (авиабаза Качимбо).
23 августа 2023 года самолёт Embraer Legacy 600 (регистрационный номер RA-02795), принадлежавший ООО «МНТ-Аэро», упал в поле в районе Куженкино (Тверская область, Россия). Три члена экипажа и семь пассажиров, включая Дмитрия Уткина и Евгения Пригожина, погибли.